# Artyom Rebrov
Artyom Gennadyevich Rebrov (Moscou, 4 de março de 1984) é um futebolista profissional russo que atua como goleiro.

## Carreira

### Dínamo Moscou
Artyom Rebrov se profissionalizou no Dínamo Moscou, em 2003.

### Spartak Moscou
Artyom Rebrov se transferiu para o Spartak Moscow, em 2011.

## Títulos
Spartak Moscou
- Campeonato Russo: 2016–17 [1]
- Supercopa da Rússia: 2017